# Hey Mama (píseň)
„Hey Mama“ je píseň francouzského DJe a producenta Davida Guetty a producenta Afrojacka. Vokály nazpívaly zpěvačky Nicki Minaj a Bebe Rexha. Píseň byla vydána 16. března 2015 jako čtvrtý singl z Guettova šestého studiového alba Listen. „Hey Mama“ je třetí Guettova píseň, na níž spolupracoval s Nicki Minaj.

## Ohlasy
„Hey Mama“ byla dobře přijata kritiky. Bianca Gracie z Idolator tuhle píseň popsala jako „šílený electro-house/trap sound“ a upozorňuje na „rap flow“ od Nicki Minaj.  Na Direct Lyrics byla píseň popsána jako „inteligentně-vyrobené EDM-island zvuky“, zatímco Richard Baxter z Popology Now na písni pochválil elektronický styl a označil Bebe Rexha za hvězdu písně. 
Několik hudebních společností a recenzentů označilo píseň „Hey Mama“ za vrchol alba, Billboard ji popsal jako „bombastickou písničku“ a Associated Press uvádí, že Nicki Minaj a Afrojack vytvořili „překvapivý R&B a funk mix“. Nicki Minaj obdržela pozitivní recenze na svůj zpěv.  
Na druhé straně se předmětem kritiky z feministických médií stal text, který byl mnohými z nich označen za sexistický. Katie Barnes z Feministing popsala druhý verš ("Yes I do the cooking/ Yes I do the cleaning/ Plus I keep the na-na real sweet for your eating/ Yes you be the boss and yes I be respecting / Whatever that you tell me cause it's game you be spitting") jako „hrozný“, napsala, že „nezáleží na tom, jestli je verš doprovázen trochu „bumpin beatu“, když je v textu stále přítomno, co by žena měla dělat a jak by měla zacházet s mužem.“ Katherine Burks z The Lala označila text za „hrozně misogynní kecy“.

## Umístění v žebříčku
Píseň se dostala na 8. pozici v seznamu Hot 100 - stala se tak 10. písní v tomto seznamu od Davida Guetty, 12. od Nicki Minaj, 2. od Afrojacka (první byla "Give Me Everything") a první od Bebe Rexhy.[zdroj⁠?!] "Hey Mama" byla pět týdnů v top 10 v UK Singles Chart. Píseň se nejlépe umístila na 10. místě a zůstala tam po dobu 4 týdnů. Píseň se umístila na 2. místě  v UK R&B Chart.

## Videoklip
Oficiální video (režírované Hannah Lux Davis) bylo vydáno 19. května 2015. Video začíná Guettovou chůzí přes poušť se skupinou lidí, s niž najde uvnitř krabice stroj. Video prolínají scény s holografickou Nicki Minaj, zatímco v ostatních scénách jsou tancující lidé. Během refrénu Guetta a ostatní jezdí s auty po poušti, kde je také zeď s obrazovkou, na níž je Bebe Rexha. Video končí party a Guettou stojícím v poušti.  Někteří lidé[kdo?] spojují videoklip s filmem  Mad Max: Fury Road, který vyšel ve stejném období.

## Seznam skladeb
- Digitální download (Afrojack remix)[10]

1. "Hey Mama" (featuring Nicki Minaj, Bebe Rexha a Afrojack) (Afrojack Remix) – 3:17

- Remixy EP

1. "Hey Mama" (featuring Nicki Minaj, Bebe Rexha a Afrojack) (Afrojack Remix) – 3:17
2. "Hey Mama" (featuring Nicki Minaj, Bebe Rexha a Afrojack) (Glowinthedark Remix) – 4:15
3. "Hey Mama" (featuring Nicki Minaj, Bebe Rexha a Afrojack) (Noodles remix) – 5:02
4. "Hey Mama" (featuring Nicki Minaj, Bebe Rexha a Afrojack) (Modern Machinas Remix) – 4:11
5. "Hey Mama" (featuring Nicki Minaj, Bebe Rexha a Afrojack) (DJ LBR Remix) – 3:23
6. "Hey Mama" (featuring Nicki Minaj, Bebe Rexha a Afrojack) (Club Killers Remix) – 4:01
7. "Hey Mama" (featuring Nicki Minaj, Bebe Rexha a Afrojack) (Extended Remix) – 4:42
8. "Hey Mama" (featuring Nicki Minaj, Bebe Rexha a Afrojack) (Davoodi Remix) – 2:53

## Historie vydání
| Region                 | Datum           | Formát              | Vydavatel           |
| ---------------------- | --------------- | ------------------- | ------------------- |
| Po celém světě         | 16. března 2015 | Digitální stažení   | What A Music        |
| Spojené státy americké | 17. března 2015 | Mainstreamová rádia | Atlantic Parlophone |
| Spojené království     | 4. května 2015  | Mainstreamová rádia | Parlophone          |
| Francie                | 4. května 2015  | Digitální stažení   | Parlophone          |
| Německo                | 5. června 2015  | CD singl            | Parlophone          |

## Ocenění
„Hey Mama“ obdržela tři nominace: za nejlepší spolupráci v Teen Choice Awards 2015, jako píseň léta v 2015 MTV Video Music Awards a za nejlepší spolupráci v 2015 MTV Europe Music Awards.